# 大连科技馆

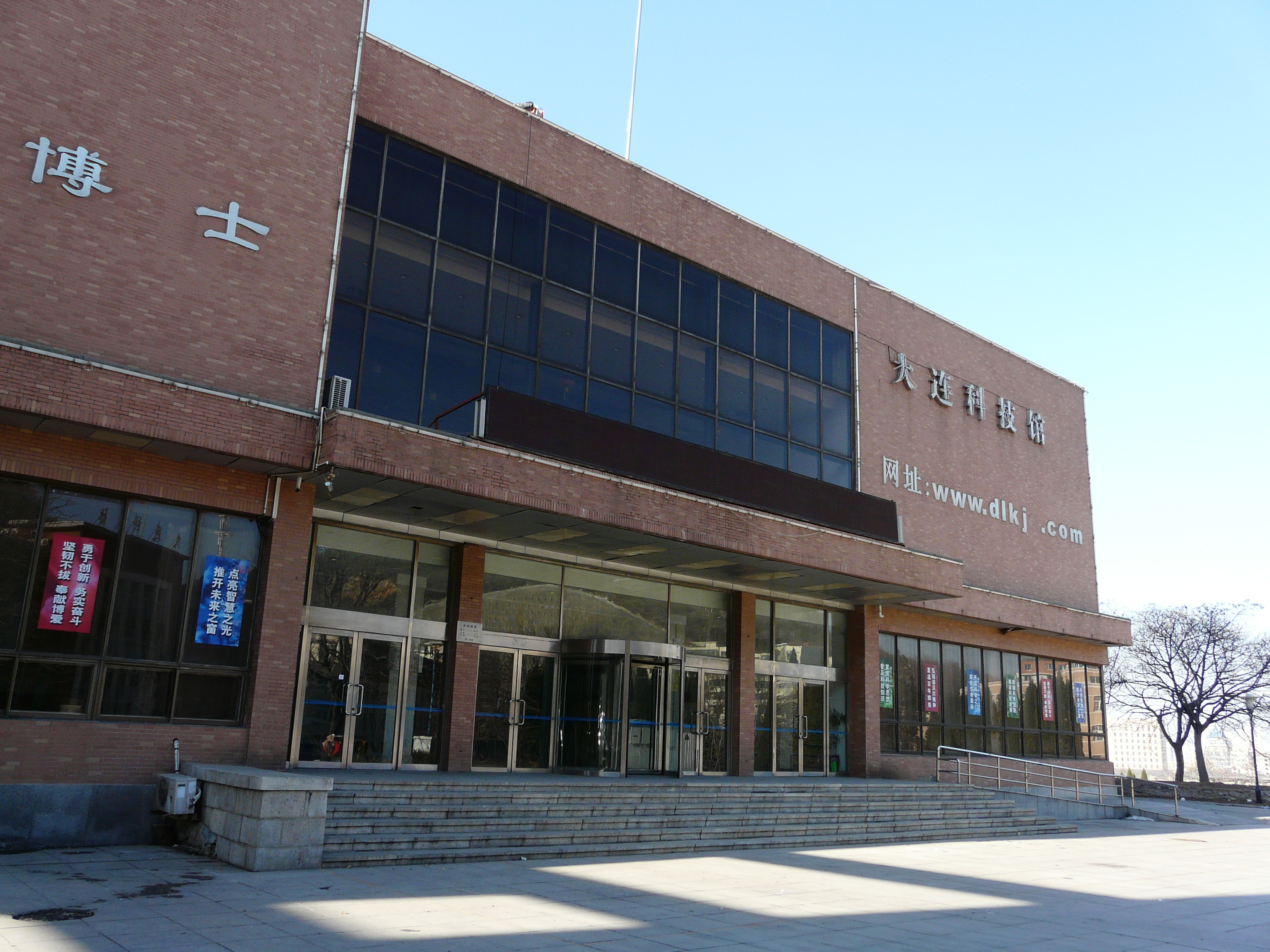
大连科技馆

大连科技馆成立于1979年9月，现址位于辽宁省大连市西岗区长白街3号，毗邻大连图书馆。1985年11月动工兴建，1987年7月竣工。馆内常年设展，免费向大众开放，并建有青少年科学工作室。